# Malyutka (lớp tàu ngầm)
Tàu ngầm lớp Malyutka còn biết đến như tàu ngầm lớp M (Tiếng Nga: Малютка; Nhóc tì) là lớp tàu ngầm nhỏ có một lớp vỏ tàu, đôi khi có thêm một lớp vỏ mỏng nữa được đóng bởi Liên Xô trong chiến tranh thế giới thứ hai. Loại tàu ngầm này được đóng với tiêu chí chúng có thể dễ dàng vận chuyển bằng đường sắt. Việc đóng tàu được thực hiện tại nhiều nơi, phần thân giữa được đóng tại xưởng đóng tàu Gorky trên sông Volga sau đó chúng được chở bằng tàu hỏa đến Leningrad để lắp ráp và hàn lại. Đây là lần đầu tiên công nghệ hàn được Liên Xô sử dụng để đóng tàu ngầm.
Lớp tàu ngầm này có 4 dòng là: VI, VI-bis, XII và XV. Số lượng đóng VI và VI-bis gần như bằng nhau. Dòng XII thực tế là loại đã được phát triển lại để có tính chiến thuật cao hơn. Những dòng đầu tiên sử dụng động cơ diesel và một mô tơ điện. Dòng XV cũng được phát triển thành hai dòng riêng biệt và có các cải tiến như bộ phận dằn tàu ở vỏ tàu cùng hai trục chân vịt. Loại tàu này thường được sử dụng bởi hạm đội biển Đen và hạm đội biển Baltic. Cho dù chúng được thiết kế khá tốt nhưng lại thu được kết quả khá ít và bị đánh chìm với số lượng khá lớn là 33 chiếc vào những năm từ 1941 đến 1945. Năm 1945 khoảng 111 chiếc Malyutka đã được hoàn thành với 30 chiếc dòng XV được hoàn tất trong khoảng 1945 đến 1947. Hai chiếc cũ nhất của lớp Malyutka (S-52 và S-53) và hai chiếc thuộc lớp Shchuka (S-52 and S-53) (S-121 và S-123) đã được giao cho hải quân Quân giải phóng Nhân dân Trung Quốc vào tháng 6 năm 1954 và đã trở thành nền tảng của đội tàu ngầm Trung Quốc. Các tàu ngầm của hai lớp Malyutka và Shchuka sau đó được bán cho Trung Quốc, hai chiếc lớp Malyutka là M-278 và M-279 vài năm sau đó. Các tàu ngầm lớp Malyutka được đặc tên Trung Quốc trong khi hai chiếc lớp Shchuka thì không (do chúng không hẳn là được chuyển giao hoàn toàn cho phía Trung Quốc mà giống như cho mượn). Bốn chiếc lớp Malyutka được Trung Quốc mua được đưa vào đội vệ binh quốc gia với tên mới là Số 21, 22, 23 và 24.

## Các dòng
Dòng VI
30 chiếc được đóng khoảng năm 1932 đến 1934.
Dòng VI-bis
19 chiếc được đóng khoảng năm 1934 đến 1936. Với chiều dài 37,5 m và thể tích chiếm chỗ 202 tấn khi lặn (161 tấn khi nổi). Việc chế tạo chúng chia ra 4 giai đoạn.
Dòng XII
45 chiếc được đóng khoảng năm 1936 đến 1941. Với chiều dài 44,5 m và thể tích chiếm chỗ 258 tấn khi lặn (206 tấn khi nổi). Việc chế tạo chúng chia ra 6 giai đoạn.
Dòng XV
4 chiếc được đóng trong chiến tranh thế giới thứ hai và 50 chiếc khác đóng sau đó. Với chiều dài 53 m và thể tích chiếm chỗ 420 tấn khi lặn (350 tấn khi nổi). Việc chế tạo chúng chia ra 7 giai đoạn.